# Squash nos Jogos Pan-Americanos
O Squash nos Jogos Pan-Americanos foi introduzido em 1995, em Mar del Plata.

## Quadro de Medalhas
Atualizado até Toronto 2015
| Ordem | País           | Medalha de ouro | Medalha de prata | Medalha de bronze | Total |
| ----- | -------------- | --------------- | ---------------- | ----------------- | ----- |
| 1     | Canadá         | 13              | 11               | 12                | 36    |
| 2     | Estados Unidos | 6               | 8                | 8                 | 22    |
| 3     | México         | 5               | 2                | 13                | 20    |
| 4     | Colômbia       | 4               | 2                | 6                 | 12    |
| 5     | Brasil         | 0               | 2                | 7                 | 9     |
| 6     | Argentina      | 0               | 2                | 5                 | 7     |
| 7     | Peru           | 0               | 1                | 1                 | 2     |
| 8     | Guiana         | 0               | 0                | 1                 | 1     |
| 8     | Paraguai       | 0               | 0                | 1                 | 1     |

## Ligações Externas
- Sports123